# Video dọc

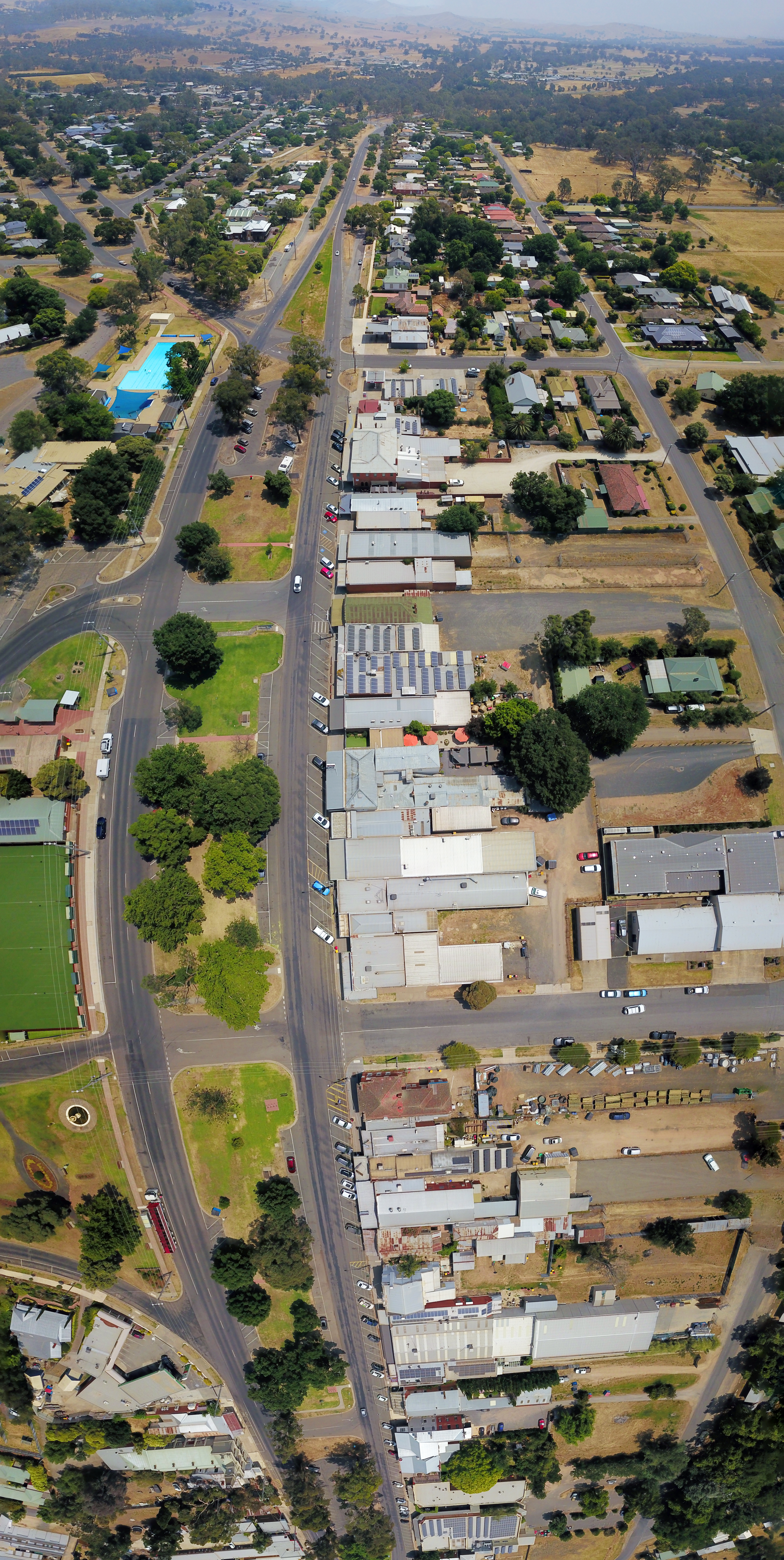
Một video dọc về thị trấn

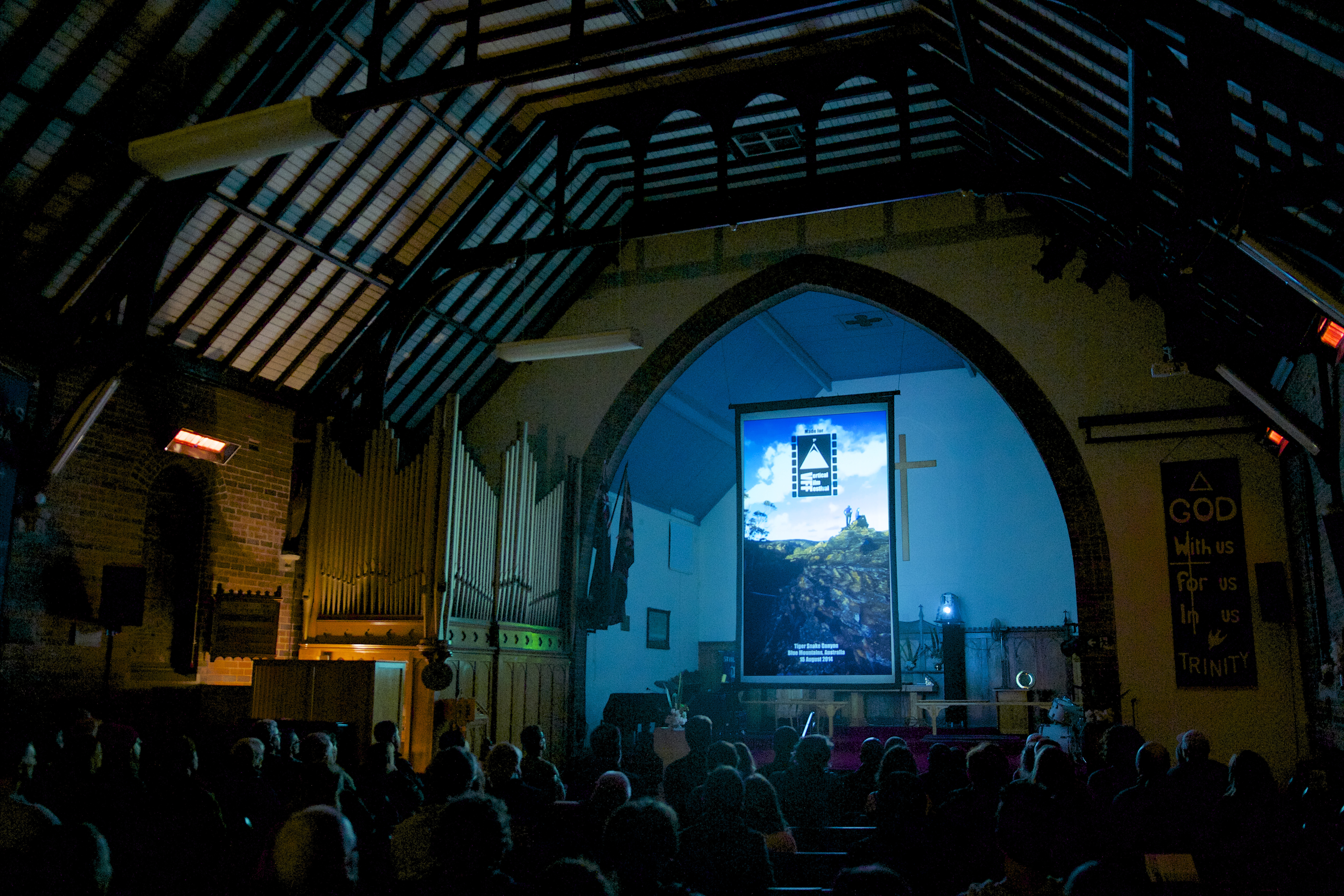
Phiên bản đầu tiên của Liên hoan phim Vertical Film Festival, được công chiếu trên màn hình cao tỷ lệ khung hình 9:16 tại Nhà thờ St Hilda, Katoomba ở Blue Mountains của Úc vào ngày 17 tháng 10 năm 2014

Video dọc (Vertical video) là một video được tạo ra từ máy quay hoặc máy tính, điện thoại thông minh được thiết kế để xem ở chế độ chân dung (hướng theo phương đứng chiều dọc), tạo ra hình ảnh có chiều cao hơn chiều rộng. Do đó, chế độ xem dạng dọc đứng này đối lập với nhiều định dạng theo hướng nằm ngang được chuẩn hóa thông qua các tiêu chuẩn điện ảnh và truyền hình, vốn bắt nguồn từ truyền thống xem sân khấu có mái che và những tranh phong cảnh nền rộng của phương Tây và trường thị giác của con người. Video được xem theo chế độ xoay dọc theo chiều đứng từ lâu đã bị những người sáng tạo video chuyên nghiệp xa lánh vì nó không phù hợp với tỷ lệ khung hình của các dạng hình ảnh chuyển động đã được thiết lập, chẳng hạn như phim (màn ảnh rộng) và truyền hình (màn hình vuông), cũng như các trình phát video dựa trên web mới hơn như YouTube, bởi vì khi chiếu ở chế độ xem dọc sẽ có các khoảng trống đen xuất hiện ở cả hai bên cạnh hình ảnh. Tuy nhiên, với sự phổ biến của ứng dụng video di động ngày nay như Snapchat và đặc biệt là ứng dụng TikTok sử dụng định dạng chân dung thân thiện trên thiết bị di động ngày càng chi tiết hơn đã dẫn đến sự gia tăng sản xuất các video dọc của các công ty quảng cáo.

## Hình thành
Về lịch sử, phim theo chiều dọc có nguồn gốc thẩm mỹ bắt nguồn từ những bức bích họa cao và cửa sổ kính màu của các nhà thờ Thiên chúa giáo. Nhận thấy rằng nghệ thuật điện ảnh mới đã tiếp thu những hạn chế cũ của sân khấu, vào ngày 17 tháng 9 năm 1930, nhà làm phim và nhà lý thuyết người Nga Sergei Eisenstein đã phát biểu tại Chi nhánh Kỹ thuật viên của Viện Hàn lâm Khoa học và Nghệ thuật Điện ảnh ở Hollywood, kêu gọi một màn hình điện ảnh có tỷ lệ khung hình thay đổi (một "hình vuông động"), một màn hình có thể xử lý bất kỳ định dạng bố cục nào mà nhà làm phim lựa chọn, bao gồm cả khung hình dọc. Ông đã thua trong cuộc tranh luận về một định dạng màn hình được chuẩn hóa theo tỷ lệ Viện Hàn lâm mới (1.375:1) và làm phim theo chiều dọc phần lớn vẫn chỉ giới hạn ở các nghệ sĩ thử nghiệm của dự án Điện ảnh Mở rộng phong trào này phát triển mạnh mẽ trong những năm 1960 và 1970. Xu hướng Video dọc cũng xuất hiện trong nhiều bộ phim trình chiếu tại Hội chợ Thế giới như In the Labyrinth ("trong mê lộ") ở Montréal vào năm 1967. 
Đến năm 2013, một số nhà làm phim và video độc lập đã thực hiện bước nhảy sáng tạo sang định dạng dọc cho phim tường thuật bất chấp những hạn chế của việc sử dụng các thiết bị chụp và chiếu chuyên nghiệp theo hướng thẳng đứng. Video dọc đã đặt ra những thách thức đáng kể cho các nhà xuất bản video, vì nhiều nhà xuất bản trong số họ theo truyền thống hướng đến video phương nằm ngang. Vào tháng 10 năm 2015, nền tảng video xã hội Grabyo, được các liên đoàn thể thao lớn như La Liga và National Hockey League (NHL) sử dụng, đã ra mắt công nghệ giúp các nhà xuất bản video chuyển đổi video ngang 16:9 sang các định dạng di động như chế độ xem dọc và chế độ xem vuông, với ứng dụng này thì trên điện thoại di động sẽ trình chiếu Video dọc hoặc những bức hình đứng, khi đó sẽ tràn ra các khung cạnh của điện thoại di động (lấp đầy các khoảng đen) và tạo cảm giác trọng tâm và chiều sâu khi xem. Tận dụng sự gia tăng của điện thoại thông minh, có định dạng mặc định là xem dọc, một số nghệ sĩ âm nhạc đã bắt đầu phát hành video âm nhạc theo chiều dọc độc quyền cho nền tảng này. Những video dọc này thường được hiển thị trên mục "Khám phá" của Snapchat hoặc trong danh sách phát Spotify. Video dọc này thuận tiện cho người xem khi chuyển sang xem video khác bằng cách cuộn (kéo) vào màn hình (tiện ích reel). Vào tháng 3 năm 2018, công ty truyền thông trực tuyến Netflix đã công bố việc giới thiệu bản xem trước 30 giây theo chiều dọc của các chương trình và phim trên nền tảng của mình; công ty cũng trích dẫn việc sử dụng các thiết bị di động làm nguồn cảm hứng sáng tạo. Video dọc ngày càng được các phương tiện truyền thông sử dụng phổ biến hơn, cả trên các trang mạng xã hội của tổ chức và ngày càng nhiều trên các trang web cá nhân.